# Sistema jurídico

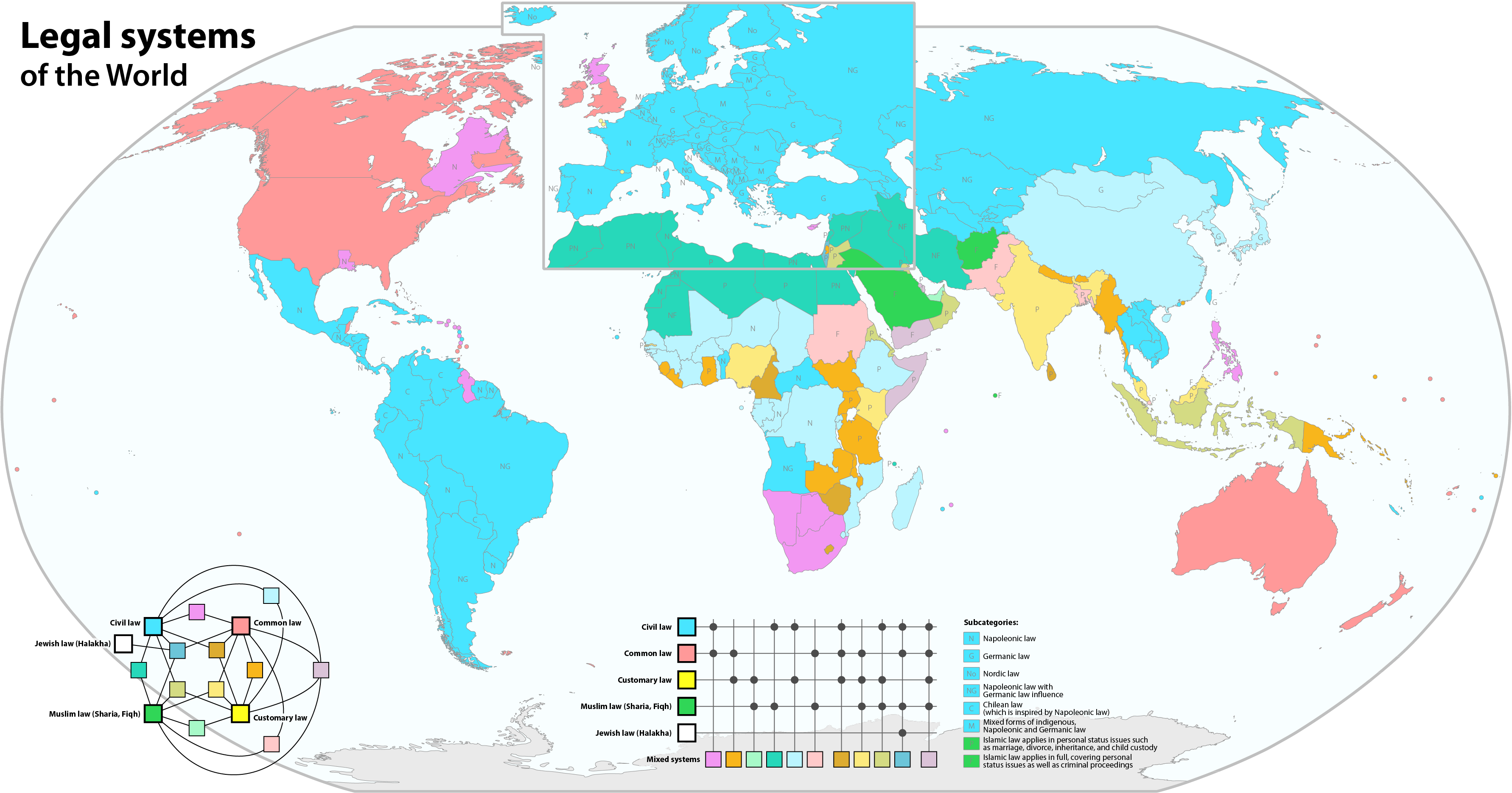
Mapa que muestra los diversos sistemas jurídicos

Por sistema jurídico se entiende el conjunto de normas jurídicas, actitudes e ideologías vigentes en un país sobre el Derecho, su función en la sociedad y la manera en que se crea o debería crearse, aplicarse, comprenderse, perfeccionarse, enseñarse y estudiarse. De esa manera, el sistema jurídico reúne las estructuras y las modalidades de funcionamiento de los órganos, instituciones y componentes sociales encargados de la aplicación e interpretación de las reglas de Derecho, así como de aquellos que las crean o influyen en su creación, interpretación y modificación.
El sistema jurídico supone el conjunto de normas jurídicas objetivas que están en vigor en determinado lugar y época, integrando las diversas fuentes jurídicas, como las leyes, las costumbres, la jurisprudencia de los tribunales y la doctrina, que rigen en los diversos países del mundo, y los mecanismos de creación, modificación, interpretación y aplicación. Cada país tiene su propio sistema jurídico y su peculiar manera de considerar el Derecho, sus fuentes y los componentes significativos en su creación, interpretación y aplicación.
Se pueden clasificar los sistemas jurídicos en las siguientes familias:
- La familia del Derecho Continental o neorromanista (en inglés, Civil Law)
- La familia del Derecho anglosajón (en inglés, Common Law)
- La familia del Derecho socialista
- Los sistemas de Derecho religioso
- La familia jurídica mixta
- La familia nórdica
- La familia islámica

Si bien el sistema jurídico de cada país puede ser clasificado en alguna de las anteriores familias, puede presentar variaciones dentro de ellas o bien integrar instituciones o elementos de otros sistemas; existen pues numerosos países que tienen un sistema jurídico mixto.

## La familia jurídica mixta
Los sistemas jurídicos mixtos o familias jurídicas mixtas buscan conciliar dos ordenamientos jurídicos diferentes e históricamente esto surge en países con tradiciones jurídicas que experimentan la influencia de otra cultura.
Suele considerarse que los sistemas mixtos procuran armonizar los sistemas Romano-Germánico y el Anglosajón, pero no se trata exclusivamente de la convivencia de estas dos familias, un ejemplo de ello es el sistema jurídico de Israel que combina el derecho religioso judío o mosaico, el anglosajón “heredado como consecuencia del mandato británico”, el derecho otomano, e incluso el derecho islámico.

## Elcommon lawy elcivil law
Los sistemas clasificados como de common law, se individualizan siempre por algunas características:
El Derecho de formación fundamentalmente jurisprudencial: judge made law, que, literalmente, es Derecho producido por el juez.
El respeto, por parte del juez que decide el caso, de las reglas establecidas en las sentencias anteriores: stare decisis, (respetar las cosas que se han decidido).
De lo señalado, se derivan importantes consecuencias a distintos niveles en cuanto a:
- Política legislativa: el juez elabora reglas estrictas, relativas al caso concreto con el que se encuentra, a diferencia del legislador, que con las leyes elabora principios generales y abstractos.
- La organización de la justicia.
- La formación de juristas.
- La interpretación y, más en general, con respecto a la relación entre las fuentes del Derecho.
- El grito como elemento caracterizador.[cita requerida]

El origen del common law inglés se remonta a la época de la conquista normanda (Guillermo de Normandía derrotó a Harold, el soberano sajón en 1066). Esto supuso la imposición de una fuerte estructura feudal que supuso una Reorganización de la sociedad en sentido fuertemente centralizador. Esta estructura no se diferencia mucho de la típica del continente europeo, los feudos de dimensiones no muy amplias, pero suficientes para garantizar la necesaria fidelidad del barón al soberano, y mantenimiento centralizado de los poderes relativos al fisco, a la policía y a la justicia. En cuanto a la justicia, esta nueva ordenación supuso el reconocimiento de poderes autónomos de ius dare a los señores locales y el mantenimiento de la Curia Regis o Tribunal del rey (dividido posteriormente en: El Exchequer, el Common Pleas y el King´s Bench), que se dedicaba fundamentalmente a cuestiones relativas a la violación de la paz en el reino. La inexistencia de una separación de funciones permitió que los Tribunales reales atrajesen casos de especial importancia, con lo que se empezaron a sentar las bases para una administración de justicia centralizada, no sin olvidar estos tres factores.
- La justicia itinerante (la práctica de algunos jueces del Tribunal Real de dar audiencia en diversos lugares del reino)
- La institución de mandatarios de la Corona en los Condados (sheriffs)
- El sistema de los writs

El más importante de estos tres factores es el de los writs, ya que viene expresado en los siguientes principios: where there is no writ, there is no right (donde no hay writ no hay derecho) y remedies precede rights (los remedios procesales preceden a los derechos). En otros términos, los súbditos podían litigar ante la justicia real, siempre que, previo pago de una determinada suma de dinero, hubieran recibido un documento de la Cancillería, en forma de orden real y provisto de su sello. En él se describía de manera sucinta el hecho que motivaba el litigio y se autorizaba al señor local para la resolución de la cuestión.
El sistema de los writs no solo ha estado en la base de la creación del common law, además ha permitido mantener sus características a lo largo de los siglos. Solo fueron suprimidos tras la reforma de 1873-1875, que dieron lugar a la claim form.
- equity

El término equity es de difícil traducción, aunque se refiere al conjunto de regalas, principios y remedios procesales que tuvieron origen en la jurisprudencia del Tribunal real de la Cancillería. Puede que exista un pequeño punto de contacto entre el término equity y la idea de equidad, dado que en un principio se refería a la jurisdicción discrecional y equitativa, construida sobre la evaluación de casos concretos para los que no había remedio en la jurisdicción del common law. Es decir, que la inadecuación del sistema de writs del common law generó la acumulación de peticiones y recurso por parte de los súbditos que no encontraban remedio alguno en el common law. La respuesta a esta demanda de justicia debía provenir del canciller y de los clérigos que lo asistían , siguiendo un proceso de formalización que se extiende durante todo el siglo XIV, creando una verdadera jurisdicción independiente en el Tribunal de la Cancillería. Del ejercicio de estas competencias derivaron soluciones de naturaleza sustantiva  y procesal y la introducción de las categorías de violencia moral y dolo como los vicios de consentimiento (undue influence) y el trust.
- Undue Influence

El common law conoce como vicio de la voluntad la llamada duress que supone, en último término, una amenaza, ya sea ilegal por sí misma o porque su contenido es contrario al ordenamiento. Sin embargo, la equity protege también al que ha contratado, debido a la presión ejercida por la otra parte cuando este ha sido de tal entidad que puede concluirse que la persona que la ha sufrido no habría contratado si no hubiese concurrido esa influencia indebida (undue influence). El afectado debe acreditar que la presión soportada condujo a la celebración del contrato, aunque no es necesario que demuestre que le perjudicó. Es posible que la undue influence se presuma, aunque la lista de presunciones es pequeña.
- trust

La configuración más simple es la siguiente: A (settlor of the trust) cede un bien a X (trustee), con el pacto de que lo administre en favor de B (beneficiary).
En el common law no se reconoce ningún valor al acuerdo fiduciario entre A y X. Según la transmisión operada, X era pleno titular del bien, con lo cual era irrelevante que no actuara con las instrucciones del constituyente. Es decir, los tribunales del common law no ejecutaban los términos del use, a diferencia de la equity, en la cual el canciller reconoce y tutela la obligación asumida por X frente a A.